# 桜島忠信
桜島 忠信（さくらじま の ただのぶ、生没年不詳）は、平安時代中期の官人。姓は櫻嶋とも記される。姓は宿祢。官位は外従五位下・大隅守。

## 経歴
文章生となり、大学寮の字（あざな）では櫻藝と称され、文章生の年長者としての堂監を務める。しかし、4年にわたり堂監として年労を重ねながらも2度に及ぶ除目で忠信は任官の機会に恵まれず、一方で大学寮に属していない者が財力を背景に文人職を得る状態にあった。これを憂いた忠信は官位の売官が横行していることを批判し、官吏社会の腐敗を鋭く諷刺した落書を出した。本朝文粋には『桜島忠信落書』として収録されており、この落書によって忠信の大隅守が決まったとされている。
ただし、忠信の大隅守任官が落書による昇進か左遷かは研究者によって意見が異なっている。平安文学の権威として知られる大曽根章介は、著書『王朝漢文学論攷』において、禁じられた落書によって昇進できるはずがない、最果ての地である大隅国に左遷されたとみるべきと評している。一方で王朝漢文学の研究者である後藤昭雄は、忠信の大隅守への転出は落書事件から十数年後のことであり、『本朝文粋』にあるような落書にある栄転とは関係ないと評している。
大隅守となった忠信は、在庁官人らの職務怠慢を糾問するために郡司を召したところ、白髪の翁が出てきた。白髪の翁を見て憐れに思った忠信は翁に一首詠ませたところ『老いはてて雪の山をばいただけど霜と見るにぞ身はひえにけり』と返した。この歌に感じ入った忠信は、翁の罪を赦したという逸話がある。これにより忠信の名が世間に広まり、この逸話は『今昔物語集』や『宇治拾遺物語』にも収録されている。また、一説には地名の桜島は忠信の姓から由来するものとされている。

## 官歴
以下、『類聚符宣抄』および『外記補任』に拠る。
- 時期不詳：文章生。
- 応和2年（962年）1月：播磨少掾[注釈 2]
- 応和2年（962年）3月：民部少録
- 康保2年（965年）正月30日：権少外記
- 康保3年（966年）正月27日：少外記
- 康保4年（967年）10月28日：大外記
- 安和元年（968年）10月27日：外従五位下。12月18日：旋豊後権介
- 時期不詳：大隅守

## 系譜
- 父：不詳
- 母：不詳
- 生母不明の子女
  - 女子：大江斉光室